# Clyde Donovan
Clyde James Donovan is een personage uit de animatieserie South Park.

## Biografie
Clyde zit op de South Park Elementary school in dezelfde klas als onder andere Kyle, Cartman en Jimmy. Hij wordt vaak als slachtoffer gebruikt door Eric Cartman als die iets bijzonders heeft gewonnen of gekregen. Hij heeft een bruin haar en een rode jas aan. Hij trekt vaak op met Craig en Token Black. Karaktereigenschappen van hem zijn dat hij een 'ladysman' is en dat hij vaak in huilen uitbreekt.
In de aflevering Mystery of the Urinal Deuce denkt Mr. Mackey, de schoolpsychiater, dat Clyde degene is die zijn ontlasting in het urinoir heeft gedaan. Vervolgens komen zijn ouders naar school om Mr. Mackey te vertellen dat hun zoon een stoma heeft.
Clyde heeft een huisdier; zijn hond Rex. Rex speelt een rolletje in aflevering #104 Big Gay Al's Big Gay Boat Ride. Rex wordt dan verkracht door de hond van Stan; Sparky.
In aflevering 1114 - The List, blijkt dat de meisjes van de Fourth Grade Clyde de leukste jongen van de klas vinden. Later blijkt dat ze hem alleen maar het leukst hebben genoteerd omdat zijn vader een schoenenwinkel heeft, en de meisjes zo dachten mooie schoenen te kunnen krijgen door uit te gaan met Clyde. Door zijn hoge plaats op de lijst wordt hij nogal verwaand, en de geest van Abraham Lincoln legt Kyle nog uit dat het later met hem volledig de verkeerde kant uit zal gaan als hij zich zo blijft gedragen.
In Cartman's Silly Hate Crime 2000 blijkt Clyde de op Cartman na dikste jongen van de klas te zijn (hoewel dat niet te zien is) en hij wordt meteen door iedereen 'fatass' genoemd, net als Cartman. Dit ontkent hij en gebruikt het klassieke smoesje: 'I'am not fat, I'am just big boned!' wat zoiets betekent als: 'ik ben niet dik, ik heb gewoon zware botten!'

## Trivia
- Eerst dacht men dat Clydes achternaam Goodman was, maar dit bleek Donovan te zijn. In de aflevering Lice Capades wordt hij dan weer Clyde Harris genoemd, maar dit bleek later een fout te zijn. In Crack Baby Athletic Association bleek dat Clyde zijn moeder Nederlands is.
- Clyde's moeder, Betsy Donovan, kwam om het leven doordat Clyde nooit de toiletbril naar beneden deed. Hierdoor kwam ze vast te zitten in de toiletpot waarna deze vacuüm trok. Na nogmaals doortrekken werden haar ingewanden uit haar lichaam gezogen.